# Lîpiv Rih, Nijîn
Lîpiv Rih (în ucraineană Липів Ріг) este o comună în raionul Nijîn, regiunea Cernihiv, Ucraina, formată numai din satul de reședință.

## Demografie
Componența lingvistică a comunei Lîpiv Rih
     Ucraineană (96,4%)
     Rusă (3,29%)
     Alte limbi (0,21%)
Conform recensământului din 2001, majoritatea populației comunei Lîpiv Rih era vorbitoare de ucraineană (96,4%), existând în minoritate și vorbitori de rusă (3,29%).